# Biskopstorp (Simmerbølle Sogn)
 For alternative betydninger, se Biskopstorp. (Se også artikler, som begynder med Biskopstorp)
Biskopstorp er en lille hovedgård, som er dannet i 1740 af Johan Christopher von Pultz. Gården ligger i Simmerbølle Sogn, Langelands Nørre Herred, Langeland Kommune.
Biskopstorp Gods er på 250,7 hektar med Frodelundgaard og Peidergården.

## Ejere af Biskopstorp
- (1740-1759) Johan Christopher von Pultz
- (1759-1790) Johan Thomas Henrik Flindt
- (1790-1820) Rasmus Hansen Langkilde
- (1820-1857) Niels Rasmussen Langkilde
- (1857-1874) Carl Peter Nissen Nielsen Langkilde
- (1874-1881) C. Petersen
- (1881-1903) P. C. Petersen
- (1903-1906) O. Bech
- (1906-1910) P. Madsen
- (1910-1924) N. A. F. F. Andersen
- (1924-1930) Aage Krag Andersen
- (1930-1942) K. Jantzen
- (1942-1970) P. Brødsgaard Hansen
- (1970-2000) Niels Brødsgaard Hansen
- (2000-2008) Lennard Brødsgaard
- (2008-) Peter Oldenbjerg / Henrik Oldenbjerg

## Ekstern henvisninger
- Biskopstorp Gods Arkiveret 16. september 2006 hos  Wayback Machine